# Elaphoglossum revolutum
Elaphoglossum revolutum är en träjonväxtart som först beskrevs av Frederik Michael Liebmann, och fick sitt nu gällande namn av Moore. Elaphoglossum revolutum ingår i släktet Elaphoglossum och familjen Dryopteridaceae. Inga underarter finns listade.